# Politique en Jamaïque
La politique en Jamaïque prend place dans un cadre de monarchie démocratique représentative parlementaire.

## Constitution
Établie grâce à la « loi de l'indépendance de la Jamaïque », adoptée par le Parlement du Royaume-Uni, qui accorde l'indépendance politique à la Jamaïque le 6 août 1962, la Constitution est rédigée par un comité uni bipartisan de la législature du pays.
Les droits reconnus par la constitution incluent la liberté d'expression, de la presse, de culte, de mouvement et d'association.

## Système politique
La Jamaïque est un pays indépendant et un royaume du Commonwealth.
La Constitution a établi un système parlementaire fondé sur le modèle du Royaume-Uni. En tant que chef d'État, le roi Charles III désigne un gouverneur général, conformément à l'avis du Premier ministre, qui est son représentant dans le pays et exerce un rôle surtout cérémonial. Le pouvoir exécutif est entre les mains du cabinet, dirigé par le Premier ministre. C'est une démocratie parlementaire où les traditions politiques et légales suivent de près celles du Royaume-Uni. Le pouvoir exécutif est exercé par le gouvernement. Le pouvoir législatif est aux mains du Parlement.
L'organisation judiciaire est indépendante de l'exécutif et de la législature. La jurisprudence est basée sur la common law anglaise.

## Situation politique
Le système politique de la Jamaïque est stable. Cependant, les problèmes économiques du pays ont aggravé les problèmes sociaux et sont devenus un sujet de débat politique. Un haut taux de chômage, estimé à 13,1 % en 2015, un sous-emploi rampant, une dette croissante et des taux d'intérêt élevés sont les problèmes économiques les plus sérieux. La migration de personnes sans emploi vers les milieux urbains, couplée à une augmentation de l'usage et du trafic de narcotiques tels que la cocaïne et la « ganja » (marijuana), contribuent à un haut niveau de crimes violents, surtout à Kingston.
Des parties de la capitale et certains taudis dans d'autres villes, sont contrôlés par des chefs de gang, appelés « dons », qui ont obtenu leur pouvoir initialement en raison de liens avec la direction des partis politiques,[réf. nécessaire] mais pendant les années 80 à 90 ont acquis une indépendance grâce à la participation au trafic de cocaïne de l'Amérique du Sud à l'Amérique du Nord et l'Europe, et l'exportation de marijuana jamaïcaine. En dépit de cette indépendance, de nombreux gangs continuent à maintenir des liens avec les partis politiques afin d'obtenir la protection de la part d'autorités de l'État et du gouvernement des États-Unis qui, sans surprise, désire réduire l'écoulement de cocaïne et de marijuana.

### Partis politiques
Les deux principaux partis politiques, établis depuis plus de soixante-dix ans, ont des liens historiques avec deux grands syndicats - le Parti travailliste (JLP) avec le Syndicat industriel Bustamante (BITU) et le Parti national du peuple (PNP) avec l'Union nationale des travailleurs (NWU). Un troisième parti, le Mouvement démocratique national (NDM), a été créé en octobre 1995, mais n'a aucun lien avec un syndicat particulier, et ses figures principales ont, pour la plupart, réduit ou ont cessé leur activité.
Pendant les dix premières années d'indépendance, les travaillistes gouvernent le pays, avant d'être remplacés en 1972 par le PNP dirigé par Michael Manley. Le gouvernement est ensuite dirigé par le travailliste Edward Seaga de 1980 à 1989, date à laquelle Manley redevient Premier ministre avant de quitter son poste en mars 1992 pour raison de santé. Percival Patterson lui succède et conduit ensuite le PNP à la victoire aux élections générales en 1993, puis en décembre 1997. C'est alors la première fois qu'un parti politique jamaïcain gagne trois élections générales à la suite, depuis l'introduction du suffrage universel en Jamaïque en 1944. Il l'emporte de nouveau en 2002.
En 2005, Edward Seaga donne sa démission de chef du Parti travailliste, fonction qu'il occupait depuis 1974. Il est remplacé par Bruce Golding, un ancien ministre qui avait quitté le Parti travailliste pour fonder le NDM, avant de retourner à son ancienne formation.
En mars 2006, Portia Simpson-Miller succède à Patterson comme Première ministre, la première femme dans l'histoire du pays à occuper ce poste. Elle demeure en fonction jusqu'en septembre 2007, quand les travaillistes reviennent au pouvoir après leur victoire aux législatives. Elle est remplacée par Bruce Golding.
Cependant, les élections législatives du 29 décembre 2011 sont largement remportés par le PNP comptant les deux tiers des 63 élus du parlement. Portia Simpson-Miller retrouve alors son poste de Premier ministre. Le 7 janvier 2012, elle annonce, lors de son discours d'investiture, vouloir remettre en cause le statut monarchique du pays et instaurer un régime républicain dans le courant de l'année. Cependant le projet n'aboutit pas et le PNP perd les élections législatives du 25 février 2016. Le 3 mars suivant, le travailliste Andrew Holness devient Premier ministre.
Le 13 décembre 2024, pour la première fois, un projet de loi a été déposé au parlement, sur la transition vers une république, après quoi il nécessite un examen par des commissions mixtes, suivi d'un vote parlementaire et enfin d'un référendum.

### Système électoral
Depuis les élections de 1993, le gouvernement de la Jamaïque, les partis politiques, et le comité consultatif électoral, ont travaillé pour mettre sur pied une réforme électorale, avec un succès limité. Lors des élections générales de 1997, les efforts institutionnels, ont aidé à réduire la violence qui tend à troubler les élections de la Jamaïque.

## Pouvoir exécutif
| Fonction           | Nom               | Parti              | Depuis           |
| ------------------ | ----------------- | ------------------ | ---------------- |
| Roi                | Charles III       |                    | 8 septembre 2022 |
| Gouverneur général | Sir Patrick Allen |                    | 26 février 2009  |
| Premier ministre   | Andrew Holness    | Parti travailliste | 3 mars 2016      |

En tant que chef d'État, le roi Charles III nomme un gouverneur général, sur avis du premier ministre. Le gouverneur général est le représentant du roi en Jamaïque, son rôle est cérémonial. Le pouvoir exécutif principalement exercé par le cabinet, dirigé par le Premier ministre.

## Pouvoir législatif
Le parlement est composé d'un Sénat désigné, et d'une Chambre des représentants élue. Treize membres du Sénat sont nommés sur l'avis du Premier ministre, et huit sur l'avis du chef de l'opposition. La majorité des deux tiers est nécessaire dans chacune des deux chambres pour des amendements constitutionnels. Les élections générales doivent avoir lieu dans les cinq ans qui suivent la formation d'un nouveau gouvernement. Le Premier ministre peut cependant demander au gouverneur général que les élections aient lieu plus tôt. Le Sénat peut proposer des lois et amender des textes proposés par la Chambre. Il ne peut repousser les propositions de lois concernant le budget pendant plus d'un mois ou les autres lois pendant plus de sept mois. Le Premier ministre et le Cabinet sont choisis par le Parlement. Pas moins de deux, ni plus de quatre membres du Cabinet doivent être élus du Sénat.

## Partis politiques et les élections
Résumé des résultats des élections de la Chambre des Représentants de la Jamaïque, le 3 septembre 2007
| Partis                  | Votes   | %     | +/-  | Sièges | +/- |
| ----------------------- | ------- | ----- | ---- | ------ | --- |
| Jamaica Labour Party    | 405 215 | 50,14 | +2,8 | 33     | +7  |
| People's National Party | 402 275 | 49,77 | –1,9 | 27     | -7  |
| Autre                   | 750     | 0,1   |      | 0      |     |
| Total                   | 808 240 |       |      | 60     |     |

Source: Jamaicaelections.com et Adam Carr

## Pouvoir judiciaire
Le pouvoir judiciaire est aussi calqué sur le système du Royaume-Uni. La Cour d'Appel est la plus haute institution de la Jamaïque. Dans certaines circonstances, des personnes peuvent faire appel au Privy Council du Royaume-Uni.

## Les divisions administratives
La Jamaïque est divisée en 3 comtés et 14 paroisses.

## Pour approfondir